# Southern By The Grace Of God - Lynyrd Skynyrd Tribute Tour 1987
Albums de Lynyrd Skynyrd
Legend
(1987) Lynyrd Skynyrd 1991
(1991)
Southern By the Grace of God - Lynyrd Skynyrd Tribute Tour 1987 est un album enregistré en public par le groupe de rock sudiste américain, Lynyrd Skynyrd. Il est sorti le 21 mars 1988 sur le label MCA Records et a été produit par Jimmy Johnson.

## Historique
Cet album a été enregistré lors de la tournée américaine mise sur pied à l'occasion du dixième anniversaire du crash aérien du 20 octobre 1977 qui tua Ronnie Van Zant, Steve Gaines, Cassie Gaines et leur road manager Dean Kilpatrick. Pour cette tournée, Johnny Van Zant remplace son frère Ronnie au chant, Ed King qui avait quitté le groupe en 1975 est de retour et Randall Hall (Allen Collins Band) remplace à la guitare Allen Collins qui resta partiellement paralysé après un accident de voiture en 1986. Dale Krantz Rossington et Carol Bristow qui assurent les chœurs sont les nouvelles "Honkettes".
De nombreux invités rejoindront le groupe sur scène. Parmi eux on trouve Charlie Daniels (The Charlie Daniels Band), violon et chœurs sur Sweet Home Alabama, Toy Caldwell (Marshall Tucker Band) et Jeff Carlisi (.38 Special) guitares sur Call Me the Breeze, Steve Morse (Dixie Dregs) guitare sur Gimme Me Back My Bullets ainsi que Donnie Van Zant, l'autre frère de Ronnie et Johnny Van Zant, qui chante sur Sweet Home Alabama et Call Me the Breeze. Le groupe sera aussi renforcé par les saxophonistes Ronnie Eades et Harvey Thompson en provenance de la Muscle Shoals Rhythm Section.
Les titres qui composent cet album furent enregistrés le 15 octobre 1987 au Omni Coliseum d'Atlanta, le 1er novembre 1987 à la Reunion Arena de Dallas et le 23 octobre 1987 au Starwood Amphitheatre d'Antioch dans le Tennessee.
Cet album se classa à la 68e place du Billboard 200 aux États-Unis.

## Liste des titres
| No  | Titre                                  | Auteur                        | lieu d'enregistrement | Durée |
| --- | -------------------------------------- | ----------------------------- | --------------------- | ----- |
| 1.  | Intro by Lacy Van Zant/Workin' for MCA | Ronnie Van Zant, Ed King      | Dallas, TX            | 6:03  |
| 2.  | That Smell                             | R. Van Zant, Allen Collins    | Dallas, TX            | 4:58  |
| 3.  | I Know a Little                        | Steve Gaines                  | Atlanta, GA           | 4:58  |
| 4.  | Comin' Home                            | R. Van Zant, Collins          | Dallas, TX            | 6:43  |
| 5.  | You Got That Right                     | R. Van Zant, Gaines           | Dallas, TX            | 4:29  |
| 6.  | What's Your Name?                      | R. Van Zant, Gary Rossington  | Dallas, TX            | 3:59  |
| 7.  | Gimme Back My Bullets                  | R. Van Zant, Gary Rossington  | Atlanta, GA           | 5:08  |
| 8.  | Swamp Music                            | R. Van Zant, Ed King          | Antioch, TN           | 3:40  |
| 9.  | Call Me the Breeze                     | J.J. Cale                     | Atlanta, GA           | 7:29  |
| 10. | Dixie/ Sweet Home Alabama              | R. Van Zant, Rossington, King | Atlanta, GA           | 8:29  |
| 11. | Free Bird                              | R. Van Zant, Collins          | Dallas, TX            | 14:50 |

## Musiciens
Lynyrd Skynyrd
- Johnny Van Zant: chant
- Gary Rossington: guitares
- Ed King: guitares, synthétiseur Yamaha DX7
- Leon Wilkeson: basse, chœurs
- Billy Powell: piano, orgue, Yamaha DX7
- Artimus Pyle: batterie
- Randall Hall: guitares, chœurs
- Dale Krantz Rossington: chœurs
- Carol Bristow: chœurs

Musiciens invités
- Charlie Daniels: violon, chœurs (Sweet Home Alabama)
- Donnie Van Zant:chœurs (Call Me the Breeze, Sweet Home Alabama)
- Steve Morse: guitare (Gimme Me Back My Bullets)
- Toy Caldwell: guitare (Call Me the Breeze)
- Jeff Carlisi: guitare (Call Me the Breeze)
- Ronnie Eades: saxophone
- Harvey Thompson: saxophone

## Chart
| Pays       | chart         | Durée du classement | Meilleur classement |
| ---------- | ------------- | ------------------- | ------------------- |
| États-Unis | Billboard 200 | 11 semaines         | 68e                 |